# Dasychira gabunica
Dasychira gabunica is een vlinder uit de familie spinneruilen (Erebidae), onderfamilie donsvlinders (Lymantriinae). De wetenschappelijke naam van deze soort is voor het eerst geldig gepubliceerd in  door Holland, ????.
De soort komt voor in tropisch Afrika.